# Dziennik Cieszyński
Dziennik Cieszyński – gazeta codzienna (oprócz niedziel i świąt) „poświęcona sprawom ludu polskiego na Śląsku”, wydawana w Cieszynie w latach 1906–1935.

## Historia
Redaktorem pisma w latach 1906–1921 był Władysław Zabawski. W latach 1923–1926, po połączeniu z „Dziennikiem Śląskim” gazeta ukazywała się pod nazwą „Dziennik Śląska Cieszyńskiego” (przez pierwsze dwa numery jako „Dziennik dla Śląska Cieszyńskiego”). Od 1924 ukazywał się trzy razy w tygodniu (wtorek, czwartek, sobota). W 1926 wrócono do dawnej nazwy.
W numerze 248. z 31 października 1920 debiutował Gustaw Morcinek artykułem Wspomnienia z przewrotu w listopadzie 1918 r..